# Julian Charrière

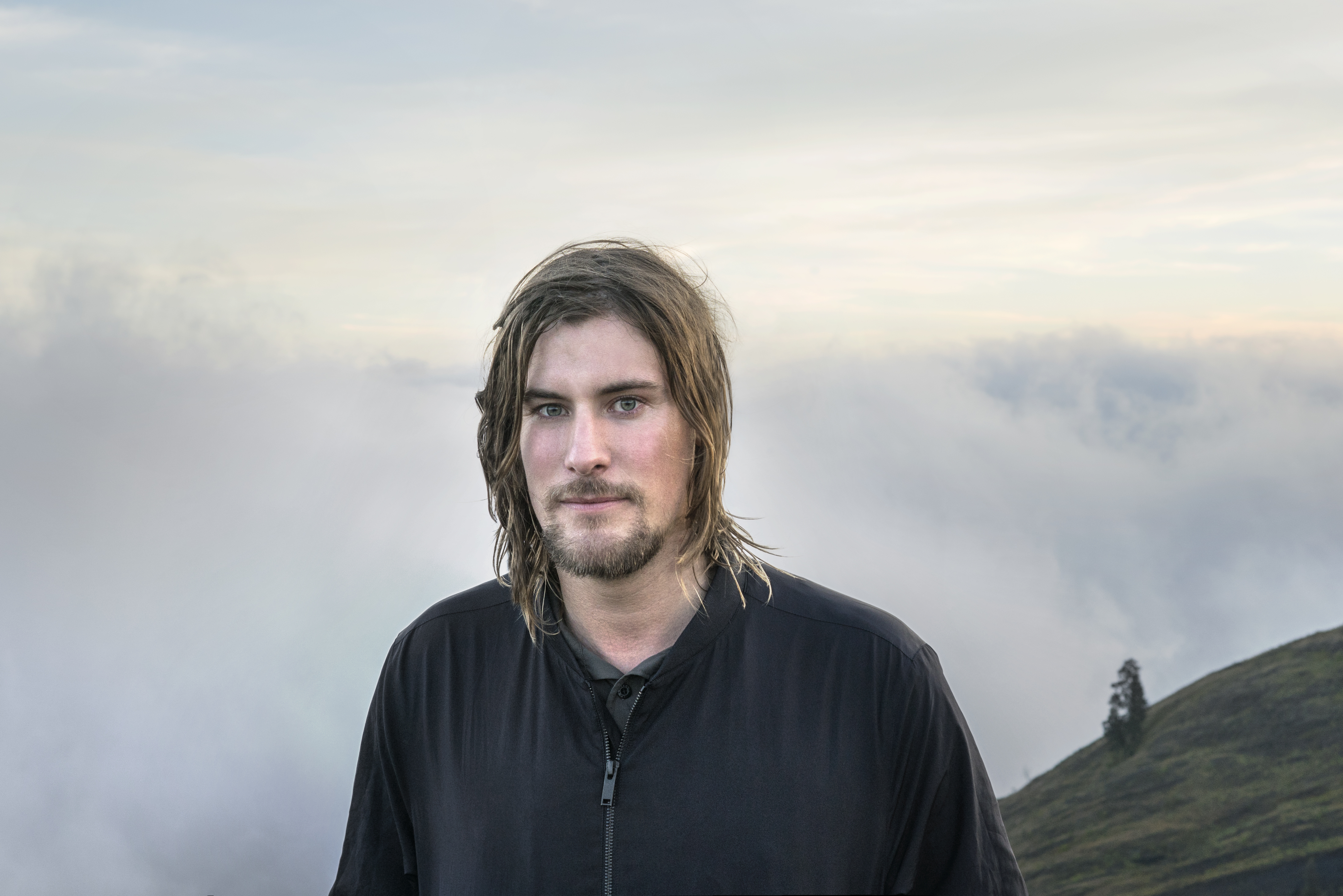
Julian Charrière (2017)

Julian Charrière (* 3. Dezember 1987 in Morges, Schweiz) ist ein französisch-schweizerischer Künstler, der in Berlin lebt und arbeitet. Seine künstlerische Praxis verbindet Bereiche der Umweltwissenschaften und Kulturgeschichte, und seine Projekte resultieren oft aus Feldforschungen an abgelegenen Orten mit akuter physikalischer Identität wie Vulkanen, Eisfeldern oder radioaktiv verstrahlten Testgeländen.

## Leben und Werk
Charrière wurde in Morges als Sohn eines Schweizer Vaters und einer französischen Mutter geboren. Er studierte Kunst bei Valentin Carron an der École cantonale d’art du Valais, Siders in der Schweiz, bevor er nach Berlin zog. Dort studierte er zunächst bei Christiane Möbus. Später machte er seinen Abschluss am Institut für Raumexperimente bei Olafur Eliasson an der Universität der Künste Berlin.
Charrières forschungsorientiertes Schaffen verbindet Kunst, Wissenschaft und aktuelle Themen der Anthropologie miteinander und beleuchtet die Spannungen, die sich in und aus unserer modernen Welt und ihren Entwicklungen ergeben. Inspiriert von Land-Art-Künstlern wie Robert Smithson, Schriftstellern wie dem Autor J. G. Ballard oder den Philosophen Dehlia Hannah und Timothy Morton, trägt sein Werk zu einer Diskussion über die sozialen und ökologischen Auswirkungen des Fortschritts bei, der die Gesellschaft bis heute prägt. Diese und ähnliche Ansätze verbindet Charrière in seiner Praxis häufig mit den Ideen der Romantik des 19. Jahrhunderts, in der der Platz des Menschen in der Welt als Reaktion auf die industrielle Revolution und die humanistische Philosophie einst unter ganz neuem Licht untersucht und reflektiert wurde. Charrière experimentiert in seinem Werk mit unkonventionellen Materialien und Methoden und bedient sich dabei ihrer symbolischen Bedeutungen. Eines seiner bevorzugten «Materialien» ist dabei die Zeit selbst; Charrière schafft Kunstwerke, die ihrer eigenen Zeitlichkeit entsprechen, diese reflektieren und dadurch gleichzeitig ihren Platz in der Zeitskala kommentieren, in der wir Menschen denken und uns bewegen.
Charrière inszeniert ausserdem «Fossilien als physische Marker der Zeit» und erhebt sie damit vor einem ganz neuen Bedeutungshintergrund – stets begleitet von der Frage danach, welche Artefakte in Zukunft zurückbleiben und die Interpretationen über diese Epoche künftiger Generationen prägen werden. Dabei entstehen Geo-Archäologien der Zukunft: Geologische Proben werden zu überlieferten und dennoch urzeitlichen Formen der Dokumentation früher Äonen unserer Erde. Charrière arbeitet in einigen seiner Werke mit diesen steinernen Archiven.
In seinem Werk Metamorphism interpretierte der Künstler diese Idee neu, indem er Elektroschrott mit künstlicher Lava verschmolzen und in scheinbar natürlich entstandene Felsen gegossen hat. Die technologischen Geräte kehren so im Wesentlichen zu den Rohstoffen zurück, aus denen sie einst hergestellt wurden. Dieses Projekt ist eine von mehreren skulpturalen Serien, in denen Charrière sowohl natürliche als auch von Menschenhand geschaffene Materialien verwendete, um einen physischen Kommentar zur zunehmend digitalisierten Welt zu schaffen.
Neben seiner Arbeit als Solokünstler hat Charrière auch mit diversen anderen Künstlern zusammengearbeitet; nach seinem Studium war er beispielsweise Mitglied des Berliner Künstlerkollektivs «Das Numen», das in ganz Europa ausstellte und mit zahlreichen Preisen ausgezeichnet wurde. Im Jahr 2012 arbeitete Charrière ausserdem mit dem Künstler Julius von Bismarck an der ortsspezifischen Performance Some Pigeons Are More Equal Than Others für die 13. Architekturbiennale in Venedig zusammen. Die beiden haben ihre Kollaboration auch über dieses Projekt hinaus fortgesetzt und mehrere Ausstellungen gemeinsam produziert.

## Expeditionen
Viele seiner Werke sind Ergebnisse verschiedener Expeditionen rund um die Welt, bei denen er sich auf Orte konzentriert, die besonders von der Menschheit und ihrer zerstörerischen Kraft in Mitleidenschaft gezogen wurden oder werden. Zu den von Charrière besuchten Orten gehören beispielsweise das Semipalatinsk-Testgelände, und sein amerikanisches Pendant, das Bikini-Atoll auf den Marshallinseln. Auf den beiden Reisen entstanden eine Reihe von Fotografien, die die desolaten Überreste der Orte dokumentieren. Einer seiner technischen Ansätze war dabei die fotografische Entwicklung auf analogem Film, der mit nuklearem Material belichtet wurde. Dadurch kam die unsichtbare Kraft der Radioaktivität in den Bildern deutlich zum Vorschein. Im Anschluss an die Reise zum Bikini-Atoll schrieb Charrière zusammen mit dem Kurator und Kunsthistoriker Nadim Samman, der mit ihm reiste, das Buch As We Used to Float, das sich irgendwo zwischen Reisebericht und kritischem Essay verorten lässt. Beschrieben als: «toggling between a personal account of a sea journey, above and below water, and a critical investigation of postcolonial geography, As We Used to Float develops broader reflections on place and subjectivity».
Im März 2017 bekam der Künstler internationale Aufmerksamkeit, als die Berliner Polizei in seinem Atelier erschien, um sein damals neuestes Werk The Purchase of the Southpole zu konfiszieren, das sich mit der friedlichen, wissenschaftlichen Entwicklung und den Gefahren des Klimawandels befasst. Die drei Meter lange Kanone sollte ursprünglich als Teil der ersten Antarktis-Biennale Kokosnüsse vom Bikini-Atoll abschiessen. Aufgrund der Beschlagnahme gelangte das Kunstwerk nie in die Antarktis und befand sich danach lange Zeit in der Obhut der deutschen Behörden.
Im Kontext der Einladung zur Teilnahme an der Antarktis-Biennale 2017 entwickelte der Künstler zudem ein Werk, in dem er sich intensiv mit den Polarregionen und ihrer Repräsentation im kollektiven visuellen Gedächtnis des 21. Jahrhunderts auseinandersetzte. Daraus entstand seine bisher umfangreichste filmische Arbeit Towards No Earthly Pole, die im Mittelpunkt seiner drei gleichnamigen Einzelausstellungen stand (MASI Lugano, 2019, Aargauer Kunsthaus, 2020, Dallas Museum of Art, 2021). Die Ausstellungen inszenierten drei verschiedene Versionen einer Reise durch den aktuellen Kosmos des Künstlers und boten Einblicke in die Lektüre der Auswirkungen des menschlichen Handelns auf die Natur. Der Filmarbeit Towards No Earthly Pole ist eine Publikation gewidmet, die eine Sammlung ausgewählter Essays von führenden Wissenschaftlern aus den Bereichen Philosophie, Filmwissenschaft und Kunstgeschichte (darunter. Ca Benini aus Frankreich), die in das Werk einführen: Amanda Boetzkes, Katherine Brodbeck, Dehlia Hannah, Scott MacKenzie & Anna Westerstahl Stenport, Shane McCorristine, Nadim Samman und Katrin Weilenmann sowie ein Gespräch zwischen dem Künstler und Konrad Steffen, Professor für Klima und Kryosphäre an der ETH Zürich und EPFL, in einem kunsttheoretischen Kontext.
Im Sommer 2021 nahm Charrière an der Leister-Expedition um Nordgrönland teil, einer schweizerisch-dänischen Expedition, die unter anderem zum Ziel hatte, die nördlichen Regionen Grönlands zu bereisen und zu dokumentieren, um die Entwicklungen des Klimawandels in der Arktis zu erforschen. Während der Expedition landete das Team auf einer 300 Meter langen Insel aus Schlamm und Erde, von der man annahm, es handele sich um die Insel Oodaaq. Nach ihrer Rückkehr stellte sich heraus, dass sie die nördlichste Insel vor der grönländischen Küste entdeckt hatten. Charrière, der einzige Künstler, der an der Expedition teilnahm, berichtete über diese Entdeckung.

## Auszeichnungen
- 2013, 2015: Swiss Art Award (Kiefer-Hablitzel-Preis)
- 2014: Manor Kunstpreis, Lausanne
- 2016: Kaiserringstipendium für junge Kunst, Goslar
- 2018: GASAG-Kunstpreis, Berlin Art Week, für Within Bikini Atoll
- 2018: Prix Mobilière, Bern[32]

## Ausstellungen (Auswahl)

### Einzelausstellungen
- 2011: Horizons, Galerie Dittrich & Schlechtriem, Berlin[33]
- 2014: We are all Astronauts, Centre culturel suisse, Paris, Frankreich[34]
- 2014: Clockwork (mit Julius von Bismarck), Sies & Höke, Düsseldorf[35]
- 2014: Die Welt ist mittelgross, Kunstverein Arnsberg, Arnsberg
- 2014: Future Fossil Spaces, Musée cantonal des Beaux-Arts de Lausanne, Lausanne, Schweiz
- 2014: Somewhere, Rudolph-Scharpf-Galerie im Wilhelm-Hack-Museum, Ludwigshafen
- 2016: Julian Charriere Freeze, Memory, Sean Kelly Gallery, New York, USA
- 2016: For They That Sow the Wind, Parasol Unit Foundation for Contemporary Art, London, UK
- 2016: Julian Charrière, Mönchehaus Museum Goslar, Goslar
- 2016: First Light, Galerie Tschudi, Glarus, Schweiz
- 2016: Desert Now, (mit Julius von Bismarck und Felix Kiessling) Steve Turner Gallery, Los Angeles, USA
- 2016: Objects In Mirror Might Be Closer Than They Appear, (mit Julius von Bismarck), Villa Bernasconi, Lancy, Schweiz
- 2016: Siempre cuenta cuántos cuentos cuentas, Despacio, San José, Costa Rica
- 2018: Julius von Bismarck und Julian Charrière. I’m Afraid I Must Ask You to Leave, (mit Julius von Bismarck), Kunstpalais Erlangen, Erlangen
- 2018: An Invitation to Disappear, Ben Brown Fine Arts, Hong Kong, China
- 2018: GASAG Kunstpreis 2018: Julian Charrière. As We Used to Float, Berlinische Galerie, Berlin
- 2018: An Invitation to Disappear, Kunsthalle Mainz, Mainz; Mauvoisin Dam und Musée de Bagnes, Le Châble, Schweiz
- 2019: Twin Earth, (mit Marguerite Humeau), SALTS, Birsfelden, Schweiz
- 2019: All We Ever Wanted Was Everything and Everywhere, Museo d’Arte Moderna di Bologna, Bologna, Italien
- 2020: Towards No Earthly Pole, Museo d’arte della Svizzera italiana, Lugano, Schweiz
- 2020: Towards No Earthly Pole, Sean Kelly Gallery, New York City, USA
- 2020: Towards No Earthly Pole, Aargauer Kunsthaus, Aarau, Schweiz
- 2021: Towards No Earthly Pole, Dallas Museum of Art, USA
- 2025: Midnight Zone Museum Tinguely Basel, Schweiz[36]

### Gruppenausstellungen
- 2011: Berlin 2000–2011: Playing among the Ruins Museum für zeitgenössische Kunst Tokio, Tokyo, Japan
- 2011: Über Lebens Kunst, Haus der Kulturen der Welt, Berlin
- 2011: Without Destination, Reykjavik Art Museum, Reykjavík, Island
- 2012: Tauben – gleicher als die andern, 13. Architekturbiennale Venedig, Venedig, Italien
- 2013: The unfinished presents, Biennale d’art contemporain de Lyon, Lyon, Frankreich
- 2013: move-align-avoid. Vom Schwarm als Prinzip und Phänomen, Kunstverein Harburger Bahnhof, Hamburg
- 2014: Kochi-Muziris Biennale, Fort Kochi, Kerala, Indien
- 2014: Festival of Future Nows, Neue Nationalgalerie, Berlin
- 2014: One Place Next to Another, Moscow Contemporary Art Center Vinzavod, Moskau, Russland
- 2015: The Future of Memory, Kunsthalle Wien, Wien, Österreich
- 2015: The Forces Behind The Forms, Galerie Taxispalais, Innsbruck, Österreich
- 2016: The Forces Behind The Forms, Kunstmuseum Thun, Thun, Schweiz
- 2016: The Forces Behind The Forms, Kunstmuseen Krefeld, Museen Haus Lange and Haus Esters, Krefeld
- 2016: Nuit blanche, Villa Medici, Rom, Italien
- 2016: Zeitgeist - Art Da Nova Berlim, Centro Cultural Banco do Brasil, Rio de Janeiro, Brasilien
- 2016: +ultra. gestaltung schafft wissen, Martin-Gropius-Bau, Berlin
- 2016: Deep Inside, 5th Moscow International Biennale for Young Art, Moskau, Russland
- 2016: Hybrid Modus. Hybrid Modus New positions in bio-, living- and digital sculpture, Skulptur Bredelar, Bredelar, Niederlande
- 2016: The End of the World, Centro per l'arte contemporanea Luigi Pecci, Prato, Italien
- 2016: Interractions n°4, Les Abattoirs, Musée - Frac Occitanie Toulouse, Frankreich
- 2017: The Antarctic Biennale, Antarktika
- 2017: Viva Arte Viva, 57th Biennale di Venezia, Venice, Italien
- 2017: Le Rêve des formes, Palais de Tokyo, Paris, Frankreich
- 2017: Produktion. Made in Germany Drei, Sprengel Museum, Hannover
- 2017: Tidalectics, TBA21-Augarten, Wien, Österreich
- 2017: De Nature en Sculpture, Villa Datris Foundation for contemporary sculpture, L’Isle-sur-la-Sorgue, Frankreich
- 2017: Notes on our Equilibrium, Fondation CAB, Brüssels, Belgien
- 2018: Post-Nature, A Museum as an Ecosystem, Taipeh Biennale, Städtisches Kunstmuseum Taipeh, Taipeh, Taiwan
- 2018: Adapt to Survive: Notes from the Future, Concrete, Dubai, Vereinigte Arabische Emirate
- 2018: Wildnis, Schirn Kunsthalle Frankfurt, Frankfurt
- 2018: Paradise, Westport Arts Center, Westport, USA
- 2018: Everything Was Forever, Until It Was No More, Riga International Biennial of Contemporary Art, Former Faculty of Biology of the University of Latvia, Riga, Lettland
- 2018: Adapt to Survive: Notes from the Future, Hayward Gallery, Southbank Centre, London, UK
- 2018/19: Entangle / Physics and the Artistic Imagination, Bildmuseet Umeå, Umeå University, Sweden
- 2019: WATER, Gallery of Modern Art, Brisbane, Queensland, Australien
- 2019: El cuarto mundo – 14 Bienal de Artes Mediales de Santiago, Museo de Arte Contemporáneo de Santiago, Chile
- 2019: Nowness Experiments: The Mesh, K11 Art Foundation, Hong Kong, China
- 2019: Gaïa, que deviens-tu?, Maison Guerlain, Paris, Frankreich
- 2019: The Drowned World, Ontario Place Cinesphere, Toronto Biennial of Art, Toronto, Kanada
- 2019: Tomorrow is the Question, ARoS Aarhus Kunstmuseum, Aarhus, Dänemark
- 2019: Art Basel «With or Without People», Hong Kong Convention and Exhibition Centre, Hong Kong, China
- 2019: La Fabrique du Vivant, Centre Georges-Pompidou, Paris, Frankreich
- 2020: Bon Voyage! Reisen in der Kunst der Gegenwart, Ludwig Forum für Internationale Kunst, Aachen
- 2020: Potential Worlds 2: Eco-Fiction, Migros Museum für Gegenwartskunst, Zürich, Schweiz
- 2020: Tiger in Space, Contemporary Art Museum of Estonia, Tallinn, Estland
- 2020: Studio Berlin, Berghain, Berlin
- 2020: Critical Zones, Zentrum für Kunst und Medien, Karlsruhe
- 2020: La collection, Musée cantonal des Beaux-Arts de Lausanne, Lausanne, Schweiz
- 2020: (Un)endliche Ressourcen, Städtische Galerie Karlsruhe, Karlsruhe
- 2020: Of Roots and Clouds, Sapporo International Art Festival, Sapporo, Japan
- 2021: Angespannte Zustände, Staatsgalerie Stuttgart, Stuttgart
- 2021: Tonlagen, Hellerau European Centre of The Arts, Dresden
- 2021: Schweizer Skulpturen nach 1945, Aargauer Kunsthaus, Aarau, Schweiz
- 2021: Biocenosis, Art of Change 21, Parc Chanot, Marseille
- 2021: 5. Sammlungspräsentation, Sammlung Philara, Düsseldorf
- 2021: Inventing Nature. Pflanzen in der Kunst, Staatliche Kunsthalle Karlsruhe, Karlsruhe
- 2021: Scratching the Surface, Hamburger Bahnhof, Berlin
- 2021: Climate Care – Reimagining Shared Planetary Futures, Vienna Biennale, Wien, Österreich
- 2021: Isolation – Tree Analysis, Spiegelarche, Roldisleben
- 2021: How Will We Live Together? 17. Architekturbiennale Venedig, Venedig, Italien
- 2021: Guangzhou Image Triennial 2021, Guangdong Museum, Guangdong, China
- 2021: Im Wald, Kunsthaus Grenchen, Grenchen, Schweiz

## Publikationen
- Some Pigeons Are More Equal Than Others. Hrsg. von Julius von Bismarck, Julian Charrière, Eric Ellingsen. Lars Müler Publishers (englisch), ISBN 978-3-0377-8465-5.
- Das Numen. Distanz, Januar 2000 (englisch), ISBN 978-3-9547-6100-5.
- Future Fossil Spaces. Hrsg.: Nicole Schweizer. Musée cantonal des beaux-arts de Lausanne (englisch/französisch), 2014, ISBN 978-8-8674-9106-3.
- Polygon. The Green Box, Berlin 2014, ISBN 978-3-9416-4475-5.
- An Invitation to Disappear.  Co-Hrsg.: Stephanie Bottcher. Roma Publications (französisch/englisch), ISBN 978-9-4928-1126-4.
- For They that Sow the Wind. Verlag Parasol Unit Foundation for Contemporary Art, 2016, ISBN 978-0-9573-5189-9.
- mit Nadim Samman: As We Used to Float. K. Verlag Anna-Sophie Springer, 2019 (englisch), ISBN 978-3-9478-5800-2.
- Second Suns. Hatje Cantz, 2019 (englisch), ISBN 978-3-7757-4477-5.
- Towards No Earthly Pole. 2020 (englisch/deutsch), ISBN 978-8-8674-9434-7.